# Dirka po Franciji 1974
| Mesto | Ime                  | Država      | Čas          |
| ----- | -------------------- | ----------- | ------------ |
| 1     | Eddy Merckx          | Belgija     | 116h 16' 58" |
| 2     | Raymond Poulidor     | Francija    | 8' 04"       |
| 3     | Vicente Lopez-Carril | Španija     | 8' 09"       |
| 4     | Wladimiro Panizza    | Italija     | 10' 59"      |
| 5     | Gonzalo Aja          | Španija     | 11' 24"      |
| 6     | Joaquim Agostinho    | Portugalska | 14' 24"      |
| 7     | Michel Pollentier    | Belgija     | 16' 34"      |
| 8     | Mariano Martinez     | Francija    | 18' 33"      |
| 9     | Alain Santy          | Francija    | 19' 55"      |
| 10    | Herman Van Springel  | Belgija     | 24' 11"      |

Dirka po Franciji 1974 je bila 61. dirka po Franciji, ki je potekala leta 1974.

## Pregled
| Kategorije                          | Podatki       |
| ----------------------------------- | ------------- |
| Začetek-konec                       | Brest - Pariz |
| Dolžina (km)                        | 4.098         |
| Število etap                        | 22            |
| Povprečna hitrost zmagovalca (km/h) | 35,241        |
| Kolesarjev                          | 130           |
| Tekmo končalo                       | 105           |